# Memoriał Ladislava Eliáša
Memoriał Ladislava Eliáša w sporcie żużlowym – indywidualny turniej rozgrywany w latach 1976–1985 na torze w Zohorze i od 2011 corocznie na torze w Žarnovicy dla uczczenia pamięci po tragicznie zmarłym w 1975 r. zawodniku AMK Zohor, Ladislavie Eliášu, na skutek wypadku na domowym obiekcie.

## Lata 1976-1985
Na torze w Zohorze odbyło się 10 edycji memoriału, każdorazowo w maju. Uczestnikami byli zawodnicy czechosłowaccy, trzykrotnie zwyciężał Zdeno Vaculík, w latach 1980, 1981 i 1984.

## Memoriał współcześnie
W 2010 roku zdecydowano o reaktywacji memoriału, w jedynym słowackim ośrodku żużlowym w Žarnovicy. Memoriał miał stanowić jednocześnie kwalifikację o udział w Indywidualnych mistrzostwach Słowacji. W obsadzie szeeścioosobowego biegu mieli znaleźć się Czesi Lukáš Hromádka i Jaromír Otruba, Polacy Przemysław Dądela i Krzysztof Nowacki (startujący z czeską licencją), Rumun Marin Daniel i Słowak, Tomáš Kis. Zawody jednak odwołano  ze względu na opady deszczu. Od 2011 roku memoriał stanowi rundę zasadniczą Indywidualnych mistrzostwach Słowacji.

## Wyniki
| Edycja | Rok  | 1. miejsce     | 2. miejsce        | 3. miejsce          | Źr.    |
| ------ | ---- | -------------- | ----------------- | ------------------- | ------ |
| 11.    | 2011 | Tomáš Suchánek | Norbert Magosi    | Matěj Kůs           | [ 5 ]  |
| 12.    | 2012 | Martin Gavenda | Renat Gafurow     | Mariusz Puszakowski | [ 6 ]  |
| 13.    | 2013 | Tomáš Suchánek | Martin Gavenda    | Jakub Jamróg        | [ 7 ]  |
| 14.    | 2014 | Karol Ząbik    | Wiktor Kułakow    | Tomasz Chrzanowski  | [ 8 ]  |
| 15.    | 2015 | Marcin Rempała | Zdeněk Holub      | Friedrich Wallner   | [ 9 ]  |
| 16.    | 2016 | Rohan Tungate  | Friedrich Wallner | Kenni Nissen        | [ 10 ] |
| 17.    | 2017 | Josef Franc    | Martin Vaculík    | Jozsef Tabaka       | [ 11 ] |
| 18.    | 2018 | Renat Gafurow  | Jozsef Tabaka     | Matic Ivačič        | [ 12 ] |
| 19.    | 2019 | Tero Aarnio    | Martin Vaculík    | Václav Milík        | [ 13 ] |
| 20.    | 2020 | Josef Franc    | Daniel Klíma      | Petr Chlupáč        | [ 14 ] |
| 21.    | 2021 | Martin Vaculík | Nick Škorja       | Jan Kvěch           | [ 15 ] |
| 22.    | 2022 | Martin Vaculík | Daniel Klíma      | Hynek Štichauer     | [ 16 ] |
| 23.    | 2023 | Martin Vaculík | Tai Woffinden     | Václav Milík        | [ 17 ] |